# Ladfjella
Ladfjella är ett berg i Antarktis. Det ligger i Östantarktis. Norge gör anspråk på området. Toppen på Ladfjella är 2 620 meter över havet.
Terrängen runt Ladfjella är huvudsakligen lite kuperad. Ladfjella är den högsta punkten i trakten. Trakten är obefolkad. Det finns inga samhällen i närheten.